# 2297 Daghestan
2297 Daghestan eller 1978 RE är en asteroid i huvudbältet som upptäcktes den 1 september 1978 av den rysk-sovjetiske astronomen Nikolaj Tjernych vid Krims astrofysiska observatorium på Krim. Den har fått sitt namn efter vad som numera är den ryska delrepubliken Dagestan.
Asteroiden har en diameter på ungefär 26 kilometer och den tillhör asteroidgruppen Themis.